# شبكة المركز الدولي للفيزياء الفلكية النسبية
شبكة المركز الدولي للفيزياء الفلكية النسبية أو ما يعرف بـ(ICRANet)، هي منظمة دولية للأنشطة البحثية في الفيزياء الفلكية النسبية والمجالات ذات الصلة. أعضاء هذه المنظمة يتمثلون بأربع دول وثلاث جامعات ومراكز أبحاث: جمهورية أرمينيا وجمهورية البرازيل الاتحادية والجمهورية الإيطالية والفاتيكان؛ بالإضافة إلى جامعة أريزونا (في الولايات المتحدة الأمريكية) وجامعة ستانفورد (في الولايات المتحدة الأمريكية) والمركز الدولي للفيزياء الفلكية النسبية (ICRA).
يقع مقر المنظمة في بيسكارا، في إيطاليا.

## تاريخ المنظمة

### شبكة المركز الدولي للفيزياء الفلكية النسبية والمركز الدولي للفيزياء الفلكية النسبية
في عام 1985، تم تأسيس المركز الدولي للفيزياء الفلكية النسبية  (ICRA) من قبل ريمو روفيني (جامعة روما "لا سابينزا") مع ريكاردو جياكوني (الحاصل على جائزة نوبل للفيزياء في عام 2002 )، وعبد السلام (الحاصل على جائزة نوبل للفيزياء 1979 )، وبول بوينتون (جامعة واشنطن)، وجورج كوين (المدير السابق لمرصد الفاتيكان)، وفرانسيس إيفيريت (جامعة ستانفورد)، وفانغ لي زي (جامعة العلوم والتكنولوجيا في الصين).
تم التوقيع على النظام الأساسي والاتفاقية المنشئة لـ(ICRANet) في 19 آذار من عام 2003، وتم الاعتراف بها رسمياً في العام نفسه من قبل جمهورية أرمينيا والفاتيكان. تم إنشاء شبكة المركز الدولي للفيزياء الفلكية النسبية في عام 2005 بموجب قانون للحكومة الإيطالية، وصدق عليه البرلمان الإيطالي ووقعه رئيس الجمهورية الإيطالية كارلو أزيلو شيامبي في 10 شباط 2005. وتعتبر كل من جمهورية أرمينيا والجمهورية الإيطالية ودولة الفاتيكان والمركز الدولي للفيزياء الفلكية النسبية وجامعة أريزونا وجامعة ستانفورد عضو مؤسس.
في 12 أيلول 2005، تم إنشاء اللجنة التوجيهية لشبكة المركز الدولي للفيزياء الفلكية النسبية وعقدت اجتماعها الأول حيث تم فيه تعيين ريمو روفيني مديراً للجنة وفانغ لي زي رئيساً للجنة التوجيهية. في 19 كانون الأول 2006، تم إنشاء اللجنة العلمية لشبكة المركز الدولي للفيزياء الفلكية النسبية وعقدت اجتماعها الأول في العاصمة الأمريكية واشنطن. تم تعيين ريكاردو جياكوني رئيساً مشاركاً لجون ميستر.
في 21 أيلول 2005، وقع مدير شبكة المركز الدولي للفزياء الفلكية النسبية مع سفير البرازيل في روما دانتي كويلو دي ليما على انضمام جمهورية البرازيل الاتحادية إلى (ICRANet). صدق البرلمان البرازيلي بالإجماع على مشاركة البرازيل في هذه المؤسسة. في 12 آب 2011 وقعت رئيسة البرازيل آنذاك ديلما روسيف على مشاركة البرازيل في (ICRANet).

### اجتماعات مارسيل غروسمان
بحلول بداية القرن العشرين، تم تطوير الفرع الجديد للرياضيات كحساب التينسورات والتكامل والتفاضل في مؤلفات غريغوريو ريتشي كورباسترو وتوليو ليفي سيفيتا من جامعة بادوا وجامعة روما. قدّم له مارسيل غروسمان من جامعة زيورخ والذي كان لديه معرفة عميقة بالمدرسة الإيطالية للهندسة والذي كان على مقربة من آينشتاين الذي قدم له هذه المفاهيم. كان التعاون بين آينشتاين وغروسمان ضرورياً لتطوير النسبية العامة.
أسس ريمو روفيني وعبد السلام في عام 1975 اجتماعات ماسيل غروسمان (MG) حول التطورات الحديثة في النظريات العامة النظرية والتجريبية للنسبية والجاذبية ونظريات المجال النسبي، وتعقد هذه الاجتماعات كل 3 سنوات في بلدان مختلفة وتجمع أكثر من 1000 باحث. عقد الاجتماع الأول والثاني في عامي 1975 و1979 في تريست؛ وعقد الاجتماع الثالث في عام 1982 في شنغهاي؛ والرابع في عام 1985 في روما؛ والخامس في عام 1988 في بيرث؛ والسادس في عام 1991 في كيوتو؛ والسابع في عام 1994 في ستانفورد؛ والثامن في عام 1997 في القدس؛ والتاسع في عام 2000 في روما؛ والعاشر في عام 2003 في ريو دي جانيرو؛ والحادي عشر في عام 2006 في برلين؛ والثاني عشر في عام 2009 في باريس؛ والثالث عشر في عام 2012 في ستوكهولم؛ والرابع عشر في عام 2015 والخامس عشر في عام 2018 في روما.

## المنظمة والهيكل
تتكون المنظمة من المدير واللجنة التوجيهية واللجنة العلمية. أعضاء اللجان ممثلون عن الدول والمؤسسات الأعضاء. (ICRANet) تملك عدد من المناصب الدائمة. يتم دعم أنشطتها من قبل الموظفين الإداريين وموظفي الأمانة. يعتمد تمويل (ICRANet) على الأموال التي تقدمها الحكومات والتبرعات. ويعتبر ريمو روفيني المدير في (ICRANet).
في عام 2019، تألفت اللجنة التوجيهية من:
- أرمينيا: أشوت كوتشاريان.
- البرازيل: غيلبيرتو كاساب، مسؤول العلوم والتكنولوجيا والابتكار والاتصالات.
- ICRA: ريمو روفيني.
- إيطاليا:
  1. وزارة الخارجية الإيطالية، الوحدة العلمية والتكنولوجية الثنائية متعددة الأطراف: مين بلين، فابريزيو نيكوليتي إنريكو بادولا، إماكولاتا بانون.
  2. وزارة الاقتصاد والمالية، مكتب المحاسبة العامة للدولة: الدكتور أنطونيو بارتوليني، والدكتور يالفاتور سيباستيانو فيزيني.
  3. وزارة التعليم والجامعات والبحوث: الدكتور فينسنزو دي فيليس، والدكتورة جوليتا يوريو.
  4. بلدية يسكارا: شارع كارلو ماسكي.
- جامعة ستانفورد: فرانسيس إيفريت.
- جامعة أريزونا.
- دولة مدينة الفاتيكان: غاي جيه كونسولماجنو.

الرئيس الحالي (2019) للجنة التوجيهية لـ(ICRANet) هو فرانسيس إيفريت.
أول رئيس للجنة العلمية كان ريكاردو جياكوني، جائزة نوبل للفيزياء في عام 2002، الذي أنهى فترة ولايته في عام 2013. والرئيس الفعلي (2019) للجنة العلمية هو ماسيمو ديلا فالي.
تكونت اللجنة العلمية في عام 2019 من: البروفيسور نيك سهاكيان (أرمينيا)، والدكتور باريز دي ألميدا أوليسيس (البرازيل)، والدكتور كارلو لوتشيانو بيانكو (ICRA)، والأستاذ ماسيمو ديلا فالي (إيطاليا)، والبروفيسور جون ميستر (جامعة ستانفورد)، والبروفيسور كريس فراير (جامعة أريزونا)، والدكتور غابرييل جيونتي (دولة الفاتيكان).
تكونت الكلية في عام 2019 من: الأساتذة أوليسيس باريز دي ألميدا، وفلاديمير بيلينسكي، وكارلو لوسيانو بيانكو، ودوناتو بيني، وباسكال شاردونيه، وكريستيان شيروبيني، وفيليبى سيمونيتا، وروبرت جانتزن، ورويوي باتريك كير، وهانس أوهانيان، وجيوفاني بيساني، وبريان ماثيو بونسلي، وجورج رويدا، وريمو روفيني، وجورجي فيرشاغين؛ بدعم من كلية مساعدة تتكون من أكثر من 30 عالماً مشهوراً دولياً يشاركون في أنشطة ICRANet، ونحو 80 محاضر  وأستاذ زائر.

## مقاعد ومراكز (ICRANet)
تتكون الشبكة من عدة مقاعد ومراكز؛ وتم التوقيع على اتفاقيات المقاعد التي تحدد الحقوق والامتيازات بما في ذلك خارج الحدود الإقليمية من أجل شغل المقعد في بيسكارا في إيطاليا والمقعد في ريو دي جانيرو في البرازيل والمقعد في إيريفان في أرمينيا.
تم التصديق على اتفاقية المقعد الخاصة ببيسكارا في إيطاليا في 13 أيار 2010. وتمت الموافقة على اتفاقية المقعد الخاصة بإيريفان بالإجماع من قبل برلمان أرمينيا في 13 تشرين الثاني 2015.
أصبح بالإمكان الاتصال عن طريق الألياف البصرية عالية السرعة مع مواقع مختلفة من خلال الاتصال بشبكة البيانات الأوروبية لمجتمع البحث والتعليم (GÉANT) من خلال شبكة (GARR).
مراكز ICRANet حالياً تعمل  في:
- مقر ICRANet الرئيسي في بيسكارا، إيطاليا.
- قسم الفيزياء في جامعة روما.
- فيلا راتي (نيس، فرنسا).
- هيئة رئاسة الأكاديمية الوطنية الأرمنية للعلوم (إيريفان، أرمينيا).
- CBPF، المركز البرازيلي للبحوث الفيزيائية (ريو دي جانيرو، البرازيل).
- جامعة أصفهان للتكنولوجيا (أصفهان، إيران).
- الأكاديمية الوطنية للعلوم في بيلاروسيا (مينسك، بيلاروسيا).

## البحث العلمي في (ICRANet)
تتمثل أهداف ICRANet الرئيسية في التدريب والتعليم والبحث في مجال الفيزياء الفلكية النسبية وعلم الكونيات والفيزياء النظرية والفيزياء الرياضية. وتكرس أنشطتها الرئيسية لتعزيز التعاون العلمي الدولي وإجراء البحوث العلمية.
وفقاً لتقرير ICRANet العلمي لعام 2018، فإن المجالات الرئيسية للبحث العلمي في ICRANet هي:
- أشعة غاما عالية الطاقة من نوى المجرة النشطة.
- مركز البيانات العلمية والاختيار متعدد التردد ودراسات الحلل البرازيلي التابع لـICRANet.
- الحلول الدقيقة لمعادلات آينشتاين وآينشتاين ماكسويل.
- انفجارات غاما راي.
- فيزياء الجسيمات الفلكية.
- تعميم حل كير نيومان.
- الثقوب السوداء والكوازارات.
- أزواج الإلكترون- بوزيترون في الفيزياء والفيزياء الفلكية.
- النوى والنجوم المدمجة.
- المستعرات العظمى.
- التماثلات في النسبية العامة.
- أنظمة الجاذبية الذاتية، والهياكل المجرية، والديناميكيات الحرة.
- النظم المعقدة متعددة التخصصات.

بين عامي 2006-2019 أصدرت ICRANet أكثر من 1800 منشور علمي في مختلف مجالات البحث.

## أنشطة أخرى

### اجتماعات غاليليو غوانجكي (2009-)=
تم إنشاء هذه الاجتماعات الرسمية لتقديم أعمال إقليدس وغاليليو للصين ضمن عملية التحديث والتطوير العلمي للصين. عقد أول اجتماع في شنغهاي في الصين في عام 2009. والاجتماع الثاني في حدائق هانبري النباتية في فينتيميليا في إيطاليا وفيلا راتي في نيس في فرنسا في عام 2010. وفي عامي 2011 و2015 عقد الاجتماع في بيكين.

#### الندوات الإيطالية الكورية (1987-)
تمثل الندوات الإيطالية- الكورية حول الفيزياء الفلكية النسبية سلسلة من الاجتماعات التي تعقد كل عامين، ويتم تنظيمها بالتناوب في إيطاليا وفي كوريا منذ عام 1987. وتغطي المناقشات التي تحدث في الندوات مواضيع في الفيزياء الفلكية وعلم الكونيات مثل انفجارات أشعة غاما والنجوم المدمجة والطاقة العالية للأشعة الكونية والطاقة المظلمة والمادة المظلمة والنسبية العامة والثقوب السوداء والفيزياء الجديدة المتعلقة بعلم الكونيات.

#### ورش عمل شتويكلبرغ حول نظريات المجال النسبي (2006-2008)
تمثل ورش العمل هذه حوارات مدتها أسبوع كامل حول النظريات في المجال النسبي في الفضاء المنحني وهي مستوحاة من عمل إي. سي. جي. شتويكلبرغ. ألقيت المحاضرات من قبل الأساتذة المدعوين أبهاي أشتيكار وتوماس ثيمان وجيرارد تي هوفت وهاغن كلاينرت.

#### اجتماعات زيلدوفيتش (2009-)
هذه الاجتماعات عبارة عن سلسلة من المؤتمرات الدولية التي عقدت في مينسك على شرف يا. ب. زيلدوفيتش –أحد آباء القنبلة الذرية السوفييتية ومؤسس المدرسة الروسية للفيزياء الفلكية النسبية- والتي تحتفل وتناقش اهتماماته البحثية الواسعة، بدءاً من الفيزياء الكيميائية والجسيمات الأولية والفيزياء النووية إلى الفيزياء الفلكية. عقد أول اجتماع في جامعة بيلاروسيا الحكومية في مينسك في الفترة بين 20-23 نيسان 2009؛ وتم عقد الاجتماع الثاني في الأكاديمية الوطنية للعلوم في بيلاروسيا في الفترة بين 10-14 آذار 2014، للاحتفال بذكرى عام زيلدوفيتش المائة؛ تم عقد الاجتماع الثالث في الأكاديمية الوطنية للعلوم في بيلاروسيا في الفترة بين 23-27 نيسان 2018.

#### اجتماعات أخرى
نظمت ICRANet أيضاً:
- 6 ورش عمل إيطالية- صينية حول علم الكونيات والفيزياء الفلكية النسبية التي عقدت في بيسكارا كل عام من 2004 حتى 2009 باستثناء ورشة العمل الإيطالية الصينية الخامسة التي عقدت في تيبيبي- هواليان، تايوان، في عام 2008.
- اجتماعان آخران لـ ICRANet في عامي 2007 و2015 واجتماع URCA الأول حول الفيزياء الفلكية النسبية في ريو دي جانيرو في البرازيل.

### مدارس الدكتوراه
في إطار برنامج IRAP الخاص بالدكتوراه، نظمت ICRANet العديد من المدارس لتقديم هذا البرنامج مثل: 11 مدرسة في نيس في فرنسا و3 مدارس في ليس هوشيز ومدرسة في فيرارا في إيطاليا ومدرسة في بيسكارا في إيطاليا ومدرسة في بكين في الصين.

### برنامج زيارات (ICRANet)
قامت ICRANet بتطوير برنامج من الزيارات قصيرة وطويلة الأجل للتعاون العلمي. وقامت شخصيات بارزة بأنشطتها في ICRA وICRANet، من بينهم البروفيسور ريكاردو جياكوني الحاصل على جائزة نوبل للفيزياء في عام 2002، وجيراردوس تي هوفت الفيزيائي الهولندي الحاصل على جائزة نوبل للفيزياء في عام 1999؛ ستيفن وينبرغ الحاصل على جائزة نوبل في عام 1979؛ موراي جيل الحاصل على جائزة نوبل في عام 1969؛ سوبرامانيان تشاندراسيخار الحاصل على جائزة نوبل عام 1930، وهانش ثيودور الحاصل على جائزة نوبل في عام 2001، وفاليري غينزبرغ، وفرانسيس إيفريت، رئيس اللجنة العلمية لـ ICRANet، وإسحاق خالاتنيكوف، عالم الفيزياء الروسي والمدير السابق لمعهد لانداو للفيزياء النظرية من 1965 إلى 1992؛ روي كير، عالم الرياضيات النيوزيلندي وثيبولت دامور ديميتريوس كريستودولو هاغين كلاينيرت؛ نيتا وجون باشال؛ تسفي بيران تشارلز ميزنر روبرت ويليامز خوسيه غابرييل فونيس فانغ لي تشي؛ راشد سنييف.

### الندوات الأسبوعية
تشارك ICRANNet بالندوات الدراسية المشتركة للفيزياء الفلكية في قسم الفيزياء في جامعة روما. كما أن جميع المؤسسات التي تتعاون مع ICRANet، وكذلك مراكز ICRANet، تشارك في تلك الندوات.

### مركز بيانات العلوم البرازيلي
الهدف الرئيسي لمركز البيانات العلمية البرازيلي هو توفير بيانات عن جميع البعثات الفضائية الدولية الموجودة على طول الموجة من الأشعة السينية وأشعة غاما، وبعد ذلك على الطيف الكهرومغناطيسي كله، لجميع المصادر في المجرة وخارج المجرة. ويتم إيلاء اهتمام خاص لتحقيق الاحترام التام للمستويات المحددة من قبل التحالف الدولي للمرصد الافتراضي. بالإضافة إلى هذه الأهداف المحددة، يشجع المركز الندوات الفنية وورش العمل السنوية وستضمن خطة الكشف العلمي ونشر العلم بهدف فهم الكون.